# Emma Kirkby
Dame Carolyn Emma Kirkby (Camberley, 26 februari 1949) is een Britse sopraan en is, mede door haar vibrato-arme stem gespecialiseerd in Oude Muziek. Ze was student klassieke talen aan Somerville College van de Universiteit van Oxford en docent Engels voor ze begon aan haar carrière als solist. 
Kirkby's Britse debuut was in 1974 in Londen en haar Amerikaans debuut in 1978. In 2007 werd zij benoemd tot Dame Commandeur in de Orde van het Britse Rijk ter gelegenheid van de Queen's Birthday Honours lijst.
Kirkby heeft meer dan honderd werken opgenomen, bestaande uit composities van onder andere Hildegard van Bingen, Monteverdi, Sigismondo d'India, William Byrd, John Dowland, Purcell, Vivaldi, Bach, Handel, Joseph Haydn en Mozart.